# Drenje (Osijek-Baranja)
Pour les articles homonymes, voir Drenje.
Drenje est un village et une municipalité située dans le comitat d'Osijek-Baranja, en Croatie. Au recensement de 2001, la municipalité comptait 3 071 habitants, dont 93,59 % de Croates et le village seul comptait 680 habitants.

## Localités
La municipalité de Drenje compte 12 localités :
| - Borovik - Bračevci - Bučje Gorjansko - Drenje - Kućanci Đakovački - Mandićevac | - Paljevina - Podgorje Bračevačko - Potnjani - Preslatinci - Pridvorje - Slatinik Drenjski |